# Liv Arnesen
Pour les articles homonymes, voir Arnesen.
Liv Ragnheim Arnesen, née le 1er juin 1953 à Bærum, est une exploratrice et aventurière norvégienne. 

## Biographie
Éducatrice, employée par la Svalbard Polar Company, elle est célèbre pour les visites touristiques estivales qu'elle mène et organise dans les îles de la Norvège, mais principalement pour être la première femme à avoir atteint le Pôle Sud. 
En 1991-1992, elle a organisé deux expéditions au Groenland. Le 19 décembre 1994, elle devient la première femme à atteindre le Pôle Sud en skis après un périple de 1 200 km effectué en cinquante jours. 
En 1996, elle fait l'ascension du mont Everest mais doit renoncer à cause d'un œdème cérébral qu'elle a développé en haute altitude. En 2001, elle traverse avec Ann Bancroft l'ensemble du continent Antarctique, premières femmes à réaliser l'exploit à skis, en 94 jours (2 747 km). Une tentative de même sorte sur l'océan Arctique en 2005 est annulée en raison de déboires administratifs.
En 2015, elle organise une expédition avec Ann Bancroft et six autres femmes en Inde : le groupe descend le Gange depuis les glaciers jusqu’à son embouchure, à pied puis au moyen d’embarcations ; les objectifs de l’expédition sont de rencontrer les habitants des villages au bord du fleuve, et de sensibiliser le plus largement possible aux enjeux autour de la pollution de ses eaux.

## Publications
- No Horizon is so Far: An Extraordinary Journey across Antarctica, avec Ann Bancroft, Da Capo Press, 2003  (ISBN 0-7382-0794-2)
- Ann And Liv Cross Antarctica, avec Ann Bancroft, Da Capo Press, 2003  (ISBN 0-7382-0934-1)
- Les filles bien ne vont pas au Pôle Sud Liv Arnesen, Interfolio Livres, 2017,  (ISBN 978-84-94388668)
- Les filles bien ne vont pas au Pôle Sud Liv Arnesen. Passage (en français)
- Snille piker går ikke til Sydpolen, Damm 1995